# Jakow Timofejewitsch Tscherewitschenko

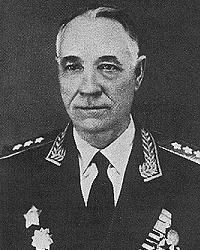
Jakow Timofejewitsch Tscherewitschenko

Jakow Timofejewitsch Tscherewitschenko (russisch Яков Тимофеевич Черевиченко; * 30. Septemberjul. / 12. Oktober 1894greg. im Dorf Nowoselowka, Bezirk Proletarski bei Rostow; † 4. Juli 1976 in Moskau) war im Zweiten Weltkrieg ein sowjetischer Generaloberst und Armeeführer.

## Leben
Jakow Timofejewitsch Tscherewitschenko wurde als Sohn von Bauern im Dorf Nowoselowka bei Proletarski, Oblast Rostow geboren. Er absolvierte ab 1910 zwei Klassen einer ländlichen Schule. Er arbeitete ab 1912 als Zimmermann bei einem Tischler in seinem Bezirk.

### Frühe Militärkarriere
1914 trat er im Zuge des Ausbruchs des Ersten Weltkrieges in die russische Armee, wurde 1915 ausgebildet und 1916 an der rumänischen Front eingesetzt. Im November 1917 verließ er die Armee, kehrte nach Hause zurück und schloss sich Anfang Januar einer Partisanen-Einheiten im Don-Gebiet an. Er trat im Oktober 1918 der Roten Armee bei und führte im Russischen Bürgerkrieg als stellvertretender Kommandeur einen Reiterzug im 1. Kavallerie-Regiment, danach führte er einen Zug (Militär) beim 13. und 19. Kavallerie-Regiment (4. Kavalleriedivision). Seit Juni 1919 hatte er das Kommando über eine Schwadron und wurde auch Mitglied der KPdSU. Er nahm an den Kämpfen gegen die Weißgardisten unter Denikin, Wrangel und Mamontow teil, bekämpfte die Formationen Machnos und warf zahlreiche Bauernaufstände nieder. Im Bürgerkrieg wurde Tscherewitschenko fünf Mal verwundet. Seit September 1919 kämpfte er bei der 1. Reiterarmee, wurde stellvertretender Kommandeur der 1. Kavallerie-Brigade und im Oktober 1919 Staffelkapitän einer Brigade der 4. Kavallerie-Division, und ab November 1920 kommandierte er das 19. Kavallerie-Regiment. 1921 absolvierte er den Taganroger-Kavalleriekurs und vom Februar 1923 bis Oktober 1924 die Höhere Kavallerieschule in Leningrad. Im Juni 1926 wurde er Kommandeur einer separaten Kavallerieschwadron der 4. Kavallerie-Division. Im August 1927 wurde er Kommandeur und Politkommissar des 91. Kavallerie-Regiments der 12. Kavallerie-Division und im November 1931 des 76. Kavallerie-Regiments der gleichen Einheit. Von Oktober 1933 bis Dezember 1935 absolvierte er militärische und politischen Schulungen an der Militärpolitischen Tolmatschew-Akademie und an der Frunse-Militärakademie. Ab Dezember 1935 kommandierte er das 63. Kavallerieregiment im Moskauer Militärbezirk. Seit April 1936 fungierte er als stellvertretender Kommandeur und ab Juni 1937 als Kommandeur der 31. Kavallerie-Division. Am 17. Februar 1938 wurde er Brigadekommandeur und am 8. März Kommandeur des 3. Kavalleriekorps im Besonderen westlichen Militärbezirk. Am 4. November 1939 erfolgte die Ernennung zum Generalmajor und am 4. Juni 1940 zum Generalleutnant. Während der Besetzung von Bessarabien und der nördlichen Bukowina im Juni und Juli 1940 war er Kommandeur der selbständigen Kavallerie-Gruppe der 12. Armee der Südfront. Im Juli 1940 wurde er zum Kommandeur des Militärbezirk Odessa ernannt; seine Beförderung zum Generaloberst erfolgte am 22. Februar 1941.

### Im Weltkrieg
Zu Beginn des Deutsch-Sowjetischen Krieges befehligte er die 9. Armee der Südfront an der Grenze der Republik Moldau. Während des Unternehmen München führten seine Truppen Abwehr- und Rückzugskämpfe im Süden der Ukraine (Tiraspol, Melitopol). Am 29. September 1941 wurde er als Armeeführer abberufen und der Südwestfront unter Timoschenko als Stellvertreter zur Verfügung gestellt.
Nach der Verteidigung des Raumes Charkow übernahm er Anfang Oktober 1941 kurzfristig das Kommando der 21. Armee, deren Truppen während der Donbass-Operation zurückgehen mussten. Vom 5. Oktober bis 12. Dezember 1941 war er Befehlshaber der Südfront, wobei er aber Timoschenko unterstellt blieb. Ab 28. November 1941 konnte das eine Woche zuvor geräumte Rostow am Don in der Rostower Angriffsoperation zurückerobert werden. Vom 24. Dezember 1941 bis zum 2. April 1942 hatte er den stellvertretenden Befehl über die Brjansker Front, deren Truppen bei der Gegenoffensive Liwny, Nowosil, Skuratowo und Orlowka befreien und bis Orel und Brjansk vorstießen. Ab April 1942 war er stellvertretender Kommandeur der Nordkaukasusfront, seit September 1942 Führer der Maritimen Gruppe der Nordkaukasusfront und danach Befehlshaber der Schwarzmeer-Gruppe der Transkaukasusfront. Von Oktober 1942 bis Februar 1943 befehligte er die 5. Armee an der Westfront, von Februar bis April stand er zur Verfügung des Obersten Hauptquartiers. Von April bis September 1943 war er stellvertretender Kommandeur der Nordwestfront und von Oktober 1943 bis Januar 1944 Kommandeur des soeben freigekämpften Charkower Militärbezirks. Ab Januar 1944 stand er wieder zur Verfügung des Oberkommandos und fungierte als Mitglied ded Kriegsrats bei der 2. Belorussischen - (Juni bis Dezember 1944) und der 1. Belorussischen (Februar bis April 1945) Front. Ab dem 27. April 1945 war er Kommandeur des 7. Schützenkorps, das als Reserve der 3. Stoßarmee unter General Kusnezow an der Schlacht um Berlin teilnahm.

### Nachkriegszeit
Nach dem Ende des Krieges befehligte er als Nachfolger von General Perewjortkin das 79. Schützenkorps, welches das Zentrum Berlins erstürmt hatte. Seit Juni 1946 befehligte er das 29. Schützenkorps und wurde 1948 stellvertretender Kommandeur des Militärbezirks Taurien. Im April 1950 trat er in den Ruhestand. Er arbeitete noch an einem militärisch-patriotischen Schriftstück und wurde Vorsitzender des Rates der Veteranen der 1. Reiter-Armee.
Auszeichnungen:
- 2 Lenin-Orden (1940, 21. Februar 1945)
- 4 Rotbannerorden (1923, 22. Februar 1930, 11. März 1944, 1948)
- Kutusoworden 1. Klasse (29. Juli 1944)
- Suworow-Orden 2. Klasse (1945)